# Unité urbaine de Morlaix
L'unité urbaine de Morlaix est une unité urbaine française centrée sur la commune de Morlaix, une des sous-préfectures du Finistère, en région Bretagne.

## Données générales
Dans le zonage réalisé par l'Insee en 1999, l'unité urbaine était composée de quatre communes.
Dans le zonage réalisé en 2010, l'unité urbaine était également composée de quatre communes, ainsi que dans celui réalisé en 2020.
En 2022, avec 26 181 habitants, elle représente la 4e unité urbaine du département du Finistère et occupe le 14e rang dans la région Bretagne.
En 2020, sa densité de population s'élève à 263 hab/km2. Par sa superficie, elle ne représente que 1,45 % du territoire départemental et, par sa population, elle regroupe 2,79 % de la population du département du Finistère.

## Composition 2020 de l'unité urbaine
Elle est composée des quatre communes suivantes :
| Nom                     | Code Insee | Département | Statut       | Superficie (km2) | Population (dernière pop. légale) | Densité (hab./km2) | Modifier                                    |
| ----------------------- | ---------- | ----------- | ------------ | ---------------- | --------------------------------- | ------------------ | ------------------------------------------- |
| Morlaix (ville-centre)  | 29151      | Finistère   | ville-centre | 24,82            | 15 220 (2022)                     | 613                | modifier les données · modifier les données |
| Plouezoc'h              | 29186      | Finistère   | banlieue     | 15,83            | 1 640 (2022)                      | 104                | modifier les données · modifier les données |
| Plourin-lès-Morlaix     | 29207      | Finistère   | banlieue     | 40,92            | 4 529 (2022)                      | 111                | modifier les données · modifier les données |
| Saint-Martin-des-Champs | 29254      | Finistère   | banlieue     | 15,70            | 4 792 (2022)                      | 305                | modifier les données · modifier les données |

## Évolution démographique
| 1968   | 1975   | 1982   | 1990   | 1999   | 2008   | 2013   | 2020   |
| ------ | ------ | ------ | ------ | ------ | ------ | ------ | ------ |
| 26 602 | 28 765 | 29 309 | 27 435 | 26 516 | 26 597 | 25 908 | 25 546 |

#### Données générales
- Unité urbaine
- Aire d'attraction d'une ville
- Aire urbaine (France)
- Liste des unités urbaines de France

#### Données démographiques en rapport avec l'unité urbaine de Morlaix
- Aire d'attraction de Morlaix
- Arrondissement de Morlaix

#### Données démographiques en rapport avec le Finistère
- Démographie du Finistère